# Junta de Regencia
La Junta de Regencia fue nombrada por Felipe IV al final de su vida, para que ayudara a su esposa, la futura reina regente, doña Mariana de Austria, en el gobierno del país durante la minoría de edad de Carlos II. 
Felipe IV eligió cuidadosamente a sus miembros que fueron: 
- García de Avellaneda y Haro, conde de Castrillo, como presidente del Consejo de Castilla;
- Cristóbal Crespí de Valldura, vicecanciller del Consejo de Aragón;
- Pascual de Aragón, inquisidor general;
- Baltasar Moscoso y Sandoval, arzobispo de Toledo;
- Guillén Ramón de Moncada, marqués de Aytona, como grande de España;
- Gaspar de Bracamonte y Guzmán, conde de Peñaranda, miembro del Consejo de Estado.

Sin embargo, esta Junta de Gobierno fue poco efectiva; en parte, porque sus miembros estuvieron dedicados a mezquinas rivalidades personales y cuestiones de etiqueta y, en parte, porque la reina regente, se inclinó por su confesor y paisano, el jesuita Juan Everardo Nithard, que de hecho terminó siendo el valido.
- Datos: Q5956557